# Pardaillan
Pardaillan é uma comuna francesa na região administrativa da Nova Aquitânia, no departamento Lot-et-Garonne. Estende-se por uma área de 19,75 km². Em 2010 a comuna tinha 318 habitantes (densidade: 16,1 hab./km²).